# Wilhelm Rullmann (Journalist)
Wilhelm Rullmann (* 10. Dezember 1841 in Bieber, Landkreis Gelnhausen, Kurfürstentum Hessen; † 7. Oktober 1918 in Schlüchtern) war ein deutscher Lehrer, Journalist und Schriftsteller.

## Leben
Rullmann kam als viertes Kind des Pfarrers Jakob Rullmann und seiner Frau Karoline, geborene Ullrich, zur Welt. Er studierte Evangelische Theologie und Philologie zunächst an der Philipps-Universität Marburg. Mit Edmund Hess wurde er im Corps Teutonia Marburg aktiv. Als Inaktiver wechselte er an die Friedrich-Alexander-Universität Erlangen. Als  promovierter Philologe war er zunächst vier Jahre Gymnasiallehrer in Küstrin, Wyborg, damals Großfürstentum Finnland, heute: Russland, und Sankt Petersburg. Am 1. August 1869 heiratete er Adele geb. Krohn aus Wyborg in Kesselstadt, wo sein Vater im gleichen Jahr die Pfarrstelle übernommen hatte. Ab 1869 war er Redakteur am k.k. Telegraphen-Korrespondenz-Bureau in Frankfurt am Main. 1870 ging er als Feuilletonredakteur zur  Freien Presse in Wien. Ab 1872 lebte er als freier Schriftsteller in Frankfurt am Main, Wiesbaden und Berlin. 1875 übernahm er die Redaktion der Rheinischen Wochenschrift für Land- und Volkswirthschaft. Zwei Jahre später gab er in Wien eine autographierte Korrespondenz für deutsche und österreichische Journale heraus. 1879 ging er nach Graz zur liberalen und antiklerikalen Grazer Tagespost, die er später als Chefredakteur leitete. 1908  pensioniert, übersiedelte er ins heimatliche Hessen. In Schlüchtern starb er am Ende des  Ersten Weltkriegs mit 76 Jahren.
In seinen Bühnenwerken befasste er sich mit Manfred (Sizilien) und Bianca Maria Sforza. Über den jung gestorbenen Kollegen Heinrich Schaumberger schrieb er eine biografische Skizze.

## Werke
- Landschaftliches und Geschichtliches aus dem Unter-Elsass. Cotta, Stuttgart 1871.
- Manfreds Söhne, Romantische Tragödie. 1876.
- Maria Bianca, Schauspiel in vier Aufzügen. Carltheater 1882.[5]
- Die Geschiedenen, Schauspiel. 1882.
- Land und Freiheit, Roman. 1893.
- Heinrich Schaumberger, eine Skizze seines Lebens und Wirkens. 1899.
- Die Bearbeitungen, Fortsetzungen und Nachahmungen von Schillers „Räubern“ (1782–1802). Berlin 1910.
- Witz und Humor. Streifzüge in das Gebiet des Komischen. 1910.
- Der ewige Friede und der ewige Krieg. Betrachtungen über die Dauer des Krieges und die Friedensziele der Mittelmächte. Graz 1916.